# Cari Lekebusch
Cari Lekebusch, egentligen Kari Pekka Lekebusch, född 7 januari 1972, är en svensk musikproducent och DJ från Stockholm. Musiken han producerar kan huvudsakligen kategoriseras som techno, men har ofta electro- och hiphopinfluenser.
Sedan början av 1990-talet har han arbetat med bland andra Adam Beyer, Alexi Delano, Thomas Krome, Jesper Dahlbäck och Mark Williams. Cari själv har släppt musik under väldigt många alias däribland Agent Orange, Braincell, Cerebus, Kari Pekka, Mr. James Barth, Rubberneck, The Mantis, Vector och Yakari.
Han driver även skivbolaget H. Productions.